# Nowa Wieś (gromada w powiecie człuchowskim)
Nowa Wieś – dawna gromada, czyli najmniejsza jednostka podziału terytorialnego Polskiej Rzeczypospolitej Ludowej w latach 1954–1972.
Gromady, z gromadzkimi radami narodowymi (GRN) jako organami władzy najniższego stopnia na wsi, funkcjonowały od reformy reorganizującej administrację wiejską przeprowadzonej jesienią 1954 do momentu ich zniesienia z dniem 1 stycznia 1973, tym samym wypierając organizację gminną w latach 1954–1972.
Gromadę Nowa Wieś z siedzibą GRN w Nowej Wsi utworzono – jako jedną z 8759 gromad na obszarze Polski – w powiecie człuchowskim w woj. koszalińskim na mocy uchwały nr 43/54 WRN w Koszalinie z dnia 5 października 1954. W skład jednostki weszły obszary dotychczasowych gromad Nowa Wieś, Przechlewko, Nowa Brda i Krasne ze zniesionej gminy Przechlewo oraz obszar dotychczasowej gromady Żołna ze zniesionej gminy Koczała  w tymże powiecie. Dla gromady ustalono 9 członków gromadzkiej rady narodowej.
31 grudnia 1959 z gromady Nowa Wieś wyłączono wsie Przechlewko, Nowa Brda i Żołna, włączając je do gromady Przechlewo w tymże powiecie, po czym gromadę Nowa Wieś zniesiono, a jej (pozostały) obszar włączono do gromady Sąpolno tamże.